# Reina de Milagro
Reina de Milagro es el certamen más importante de la ciudad de Milagro, en el que participan representantes de Instituciones públicas y privadas.
El tradicional evento que elige a la representante de la belleza milagreña, es organizado a finales de agosto o septiembre, convirtiéndose en el primer evento oficial que da inicio a las festividades del Cantón Milagro que se conmemoran el 17 de septiembre de cada año.
La actual Reina de Milagro es Jenny Pacheco.

## Preparación Integral
En 2023, la preparación de las 14 aspirantes a la corona estuvo dirigida por Rodrigo Moreira, autoridad en el mundo de los concursos de belleza.

## Ganadoras más recientes
| 1988  | Natali Herlinda Andrade Gómez                           | Escuela Simón Bolívar                                   |                                                         |                                                         |
| 1989  | Viviana Felurdes Campuzano de La Torre                  | Escuela Simón Bolívar                                   |                                                         |                                                         |
| 1990  | Patricia Elizabeth Saltos Zúñiga                        | Escuela Simón Bolívar                                   |                                                         |                                                         |
| 1991  | Helen Nataly Palacios Pérez                             | Escuela Simón Bolívar                                   |                                                         |                                                         |
| 1992  | Amparo Vanessa Idrovo Vaca                              | Escuela Simón Bolívar                                   |                                                         |                                                         |
| 1993  | Rosario del Pilar Rossignoli Montiel                    | Colegio San Antonio                                     |                                                         |                                                         |
| 1994  | Iliana Verónica Real Poveda                             | Colegio San Antonio                                     |                                                         |                                                         |
| 1995  | Jennifer Serrano Femenía                                | Colegio San Antonio                                     |                                                         |                                                         |
| 1996  | Johanna Isabel Vinueza Franco                           | Parque Central de Milagro                               |                                                         |                                                         |
| 1997  | Teresa Patricia Torres Ulloa                            | Parque Central de Milagro                               |                                                         |                                                         |
| 1998  | Yadira Enríquez Lombeida                                | Centro Recreacional Visaltur                            |                                                         |                                                         |
| 1999  | Karen Rodríguez Flores                                  | Centro Recreacional Visaltur                            |                                                         |                                                         |
| 2000  | Rosa Angélica Menéndez Baus                             | Rancho Club Oasis                                       |                                                         |                                                         |
| 2001  | Liliana Elvira Abarca Toala                             | Rancho Club Oasis                                       |                                                         |                                                         |
| 2002  | Jennifer Paola Maridueña Moreira (Renunció)             | Universidad Agraria del Ecuador                         |                                                         |                                                         |
| 2002  | Sandra Mercedes Suárez Morlás(Sucesora)                 | Universidad Agraria del Ecuador                         |                                                         |                                                         |
| 2003  | Daisy Patricia Portilla Parrales                        | Universidad Agraria del Ecuador                         |                                                         |                                                         |
| 2004  | Lilia Stefania Real Poveda                              | Centro Recreacional Visaltur                            |                                                         |                                                         |
| 2005  | Michella Marisol Andrade Vásquez                        | Estadio Los Chirijos                                    |                                                         |                                                         |
| 2006  | Jéssica Pamela Velásquez Larreta                        | Estadio de Valdez                                       |                                                         |                                                         |
| 2007  | Denisse Priscila Robles Andrade                         | Estadio de Valdez                                       |                                                         |                                                         |
| 2008  | Liliana Carmen Lara Moscoso                             | Estadio de Valdez                                       |                                                         |                                                         |
| 2009  | Andrea Paola Pérez Parra (Destronada)                   | Estadio de Valdez                                       |                                                         |                                                         |
| 2009  | Karen Vanessa Groenow León (Sucesora)                   | Estadio de Valdez                                       |                                                         |                                                         |
| 2010  | Stephanie Lucrecia Lovato Pérez                         | Quinta Patricia                                         |                                                         |                                                         |
| 2011  | Joselyn Brigitte Salazar Llerena                        | Estadio Los Chirijos                                    |                                                         |                                                         |
| 2012  | Denisse Paola Guillén Martínez                          | Estadio Los Chirijos                                    |                                                         |                                                         |
| 2013  | Katherine Narcisa Villegas Correa                       | Estadio de la Universidad Estatal de Milagro            |                                                         |                                                         |
| 2014  | María Gabriela Tobar Palau                              | Estadio Los Chirijos                                    |                                                         |                                                         |
| 2015  | Cinthia María Vásquez Guillén                           | Estadio Los Chirijos                                    |                                                         |                                                         |
| 2016  | Evelyn Verónica Naranjo Cárdenas                        | Estadio Los Chirijos                                    |                                                         |                                                         |
| 2017  | Doménica Daniela Zambonino Bracho                       | Estadio Los Chirijos                                    |                                                         |                                                         |
| 2018  | Pierina Estefanía Escobar Urquiza                       | Estadio Los Chirijos                                    |                                                         |                                                         |
| 2019  | Maddy Fernanda Arce Salazar                             | Estadio Los Chirijos                                    |                                                         |                                                         |
| 2020  | No se realizó concurso debido a la pandemia de Covid-19 | No se realizó concurso debido a la pandemia de Covid-19 | No se realizó concurso debido a la pandemia de Covid-19 | No se realizó concurso debido a la pandemia de Covid-19 |
| 20211 | No se realizó el concurso                               | No se realizó el concurso                               | No se realizó el concurso                               |                                                         |
| 2022  | Anabella Solangic Argüello Loor                         | Parque Central de Milagro                               |                                                         |                                                         |
| 2023  | Katherin Michelle Vera Calderón                         | Coliseo Ecuador Martínez Collazo                        |                                                         |                                                         |
| 2024  | Jenny Angélica Pacheco Bajaña                           | Estadio Los Chirijos                                    |                                                         |                                                         |

1No se realizó (debido a la pandemia de covid19)